# 빅 나이프
《빅 나이프》(영어: The Big Knife)는 1955년 개봉한 미국의 필름 느와르이다. 로버트 앨드리치가 감독을 맡았으며, 클리퍼드 오데츠의 동명 희곡이 영화의 원작이다. 1955 베네치아 영화제 은사자상 수상작이다.

## 출연

### 주연
- 잭 팰런스
- 이다 루피노

### 조연
- 웬델 코리
- 진 헤이근
- 로드 스테이거
- 쉘리 윈터스
- 일카 체이스
- 에버렛 슬로언
- 웨슬리 애디
- 폴 랭튼
- 닉 데니스
- 빌 워커

## 기타
- 원작자: 클리포드 오데츠
- 미술: 윌리엄 글래스고
- 배역: 잭 머튼